# Gymnasium Ricarda-Huch-Schule
Das Gymnasium Ricarda-Huch-Schule (RHS) in Braunschweig ist ein allgemeinbildendes, in der Regel vierzügiges Gymnasium im Stadtbezirk Nordstadt in unmittelbarer Nachbarschaft zum  Gymnasium Neue Oberschule.

## Geschichte
1939 wurde die „Zweite Städtische Oberschule für Mädchen“ in der Leonhardstraße gegründet. Im Juli 1944 erfolgte die Umbenennung nach der Braunschweiger Schriftstellerin Ricarda Huch (1864–1947). Im Jahr 1964 zog die Schule von der Leonhardstraße in die Mendelssohnstraße um und wurde damit zur Nachbarin der Neuen Oberschule. Im Jahr 1976 wurde die Koedukation eingeführt und somit erstmals auch Jungen aufgenommen.
Seit der Auflösung der Orientierungsstufen im Schuljahr 2004/2005 verfügt die Schule über eine Außenstelle in Gliesmarode, in der die 5. und 6. Jahrgangsstufen unterrichtet werden. Die Außenstelle liegt gut einen Kilometer entfernt und ist zu Fuß oder mit der Stadtbahnlinie 3 zu erreichen.

## Schulangebot
Die offene Ganztagsschule hat den Schwerpunkt im sprachlichen Bereich und umfasst die Jahrgangsstufen 5 bis 13.

### Sprachen
Die Schule bietet sowohl verschiedene moderne Fremdsprachen als auch Latein an. Als erste Fremdsprache wird Englisch unterrichtet; die zweite Fremdsprache kann Französisch, Latein oder Spanisch sein. Es gibt außerdem einen bilingualen Zweig, in dem Geschichte und Biologie in englischer Sprache unterrichtet werden.
Es gab Schüleraustausche mit der South Lakes High School in Reston (USA), der King Edwards School in Bath (Großbritannien) und dem Gimnasija 36 in Kasan (Russland).

### Projekttag
Seit 2018 wird der Ricarda-on-Tour-Tag durch einen Projekttag ersetzt, an dem sich jeder Schüler einem Projekt widmen kann.
Schüler können außerdem eigene Projekte einreichen und diese mit Unterstützung von einer Lehrkraft leiten.

### Zusatzangebote
Die Schule bietet in den Jahrgangsstufen 5 und 6 jeweils eine Bläserklasse. Für die Schüler der Jahrgangsstufen 7 bis 13 besteht die Möglichkeit, in der „Big Band“ oder dem „Sinfonischen Blasorchester“ der Schule zu spielen.
Die achten Klassen absolvieren im Rahmen des Sportunterrichts eine einwöchige Skiausbildung im Bayerischen Wald. In der Oberstufe besteht die Möglichkeit zur Teilnahme an einer weiteren Skifreizeit im Skigebiet Saalbach-Hinterglemm.
Seit 2009 ist auch das Schulfach Darstellendes Spiel für die Oberstufe der Schule (ab Jg. 11) eingeführt. 2011 erfolgten die ersten Abiturprüfungen im neuen Prüfungsfach Darstellendes Spiel (P5).
Jährlich findet außerdem das „verspätete Nikolaus-Volleyballturnier“ statt, bei dem gemischte Teams jeweils einen Wanderpokal für die Sekundarstufen 1 und 2 ausspielen.

### Mensa
Die Schüler der Jahrgangsstufen 7 bis 13 können die wenige hundert Meter entfernte Mensa der Technischen Universität in der Beethovenstraße nutzen. Eine Cafeteria ist im Hauptgebäude für die Jahrgänge 7 bis 13 vorhanden, für die Schüler der Außenstelle (Jahrgangsstufen 5 und 6) sorgt ein professioneller Caterer für das Mittagessen.

## Kooperationen und Projekte
Seit 2007 hat die Schule kontinuierlich am Projekt „Umweltschule in Europa / Internationale Agenda-21-Schule“ teilgenommen. 2017 wurde die Schule als Schule ohne Rassismus – Schule mit Courage ausgezeichnet.